# デイヴィッド・リヴィングストン

リヴィングストン（トマス・アナン撮影）

デイヴィッド・リヴィングストン（David Livingstone、1813年3月19日 - 1873年5月1日）は、スコットランドの探検家、宣教師、医師。
ヨーロッパ人で初めて、当時「暗黒大陸」と呼ばれていたアフリカ大陸を横断した。また、現地の状況を詳細に報告し、アフリカでの奴隷解放へ向けて尽力した人物でもある。
1971年からスコットランドでのポンド紙幣発行権を持つ銀行の一つ、クライズデール銀行が発行する10ポンド紙幣に肖像が使用されていた。

## 誕生～第一次アフリカ探検
リヴィングストンは、1813年にスコットランドのサウス・ラナークシャーにあるブランタイア（Blantyre）で生まれた。生家は貧しく、10歳の頃から近所の紡績工場で働くことを余儀なくされるが、聖書、ラテン語等の学問への意欲は旺盛であった。彼は日中の工場での仕事中に本を読む工夫をしつつ、仕事が終わってからは夜間学校で熱心に勉強をした。
この時期に中国、日本で宣教を行ったドイツの宣教師、カール・ギュツラフに深く感銘を受け、宣教師になり、中国で医療を施しながら布教することを志すようになった。1836年、グラスゴー大学に入学、長期休暇の度にブランタイアへ戻って工場で働きながら、医学と神学を学ぶ。1838年にはロンドン宣教師協会へ入会し、宣教師としての研修を受ける。1840年から始まった阿片戦争により、彼の中国行きは頓挫してしまうが、同じくスコットランド人でアフリカ大陸に渡った宣教師ロバート・モファットと知り合い、話を聞きアフリカでの宣教に魅了される。宣教拠点をアフリカへ変更したリヴィングストンは、南アフリカ支部の宣教師として派遣されることとなった。
1840年12月8日、蒸気船で当時イギリス領であった南アフリカへ出発、ケープタウンへ到着後移動し、ベチュアナランド（現ボツワナ）のクルマンに居を構える。ロンドンの監督官からの指示を待つ間、布教の拠点となる地方を探し、アフリカ内陸部を北上し方々を探検、クルマンから北東方向へ200マイルの地点にある、マボツァを第一の拠点に設定する。その直後、夜間に野生のライオンに襲われたリヴィングストンは左腕に重傷を負い、死後その傷は彼を識別する身体的な証拠となった。
1844年、クルマンにてモファットと合流したリヴィングストンは、同行していたモファットの長女メアリーと結婚する。リヴィングストンはモファットの反対を押し切り、メアリーとともにマボツァへ移動した。1846年まで2人はマボツァに滞在し布教と医療を続けるが、現地の民族の反発もあり、その後もしばしばより多くの現地人を布教できる場所を探すため、内陸部へ移動した。その過程で、カラハリ砂漠を北上した一行は、1849年8月1日に、ヨーロッパ人で初めてヌガミ湖に到達する。その後も探検を続け、1851年6月にはマコロロ王国を経由してザンベジ川まで到達したが、子供の一人が熱病で倒れたことから、これ以上家族とともに探検を続けるのは危険だと判断し、1852年4月に家族をケープタウンからイングランドへ送り返した。

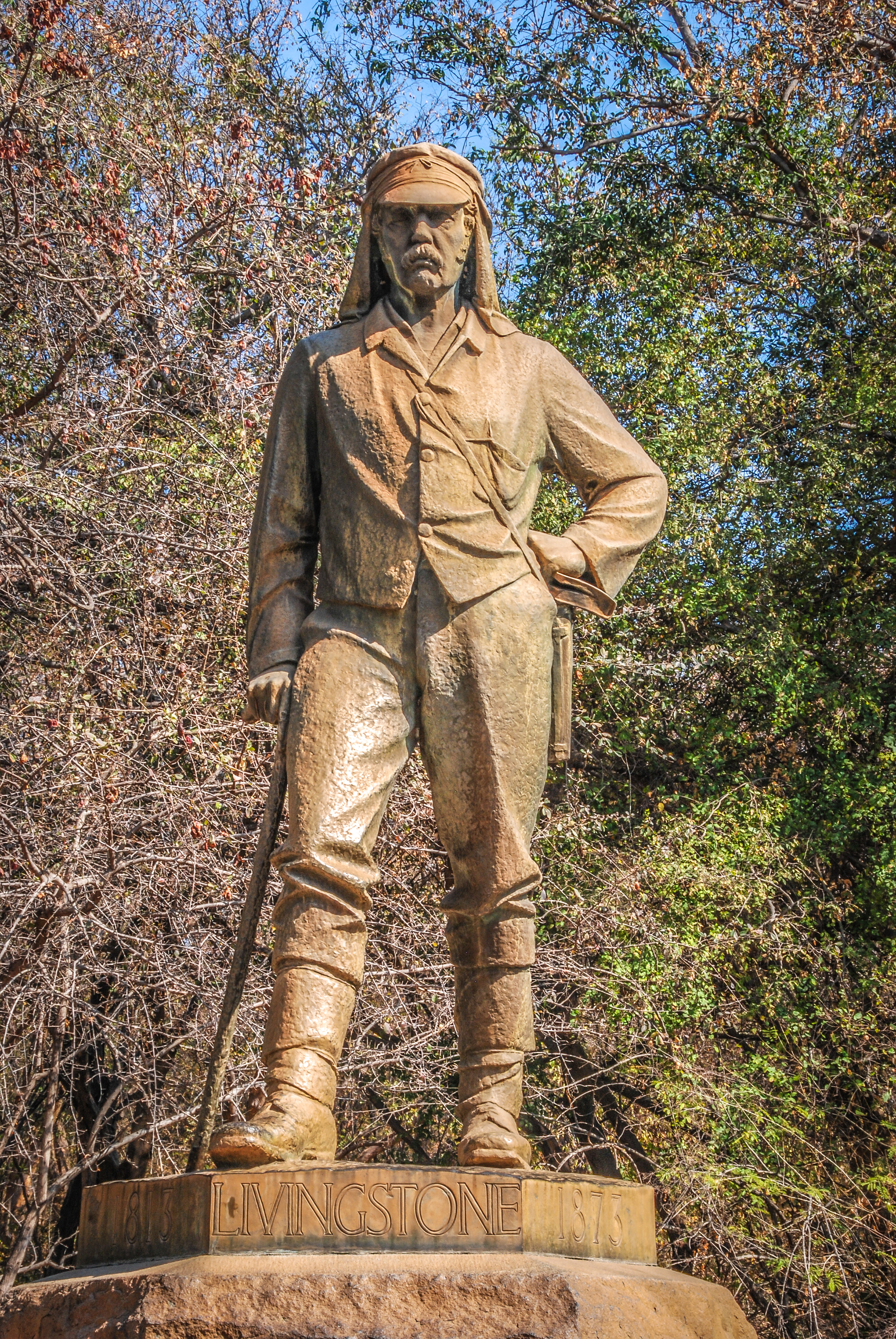
ヴィクトリア滝にあるリヴィングストン像

その後、リヴィングストンは再度、衛生度の高い内陸の高地に布教拠点を作ることを目指し、マコロロを再訪。ザンベジ川へ辿り着くものの適切な土地が見つからず、西へ向かった。これには、当時すでにヨーロッパでは禁止され非合法となっているものの、アフリカではスルタンたちによって公然と続けられていた奴隷貿易による搾取を廃絶するために、中央アフリカの交易ルートを探索する意図もあった。1854年4月にコンゴ川を通過した一行は、5月31日に、南大西洋沿いの都市ルアンダに到着。熱病と飢餓と赤痢に苦しみ、半死半生の状態であったリヴィングストンは、休息も兼ねてルアンダから王立地理協会に探検の報告を詳細に記述した手紙を送り、この手紙がもとで1855年にはメダルを授与されることとなった。この旅の途中、再三ティップ・ティプなどの奴隷商人達から非常に親切な助けを得たため、リビングストン本人は苦悩した。
1854年9月に一行はルアンダを出発し、ザンベジ川沿いへ元来たルートを辿った。1855年11月17日、その途上で、ヨーロッパ人として初めてモシ・オ・トゥニャ滝 (Mosi-oa-Tunya) を目にし、その壮大な瀑布に感銘を受けたリヴィングストンは、当時のイギリス女王ヴィクトリアにちなみ、ヴィクトリア滝と名づけた。さらに東へ進み続けた一行は、ポルトガル植民地のテテを経て、1856年3月2日、インド洋沿いに位置するモザンビークの都市ケリマネに到達、2年6ヶ月かけて、ヨーロッパ人として初めてアフリカ大陸の横断に成功した。

## イギリスへの帰還～第二次アフリカ探検
1856年12月9日、探検の資金が尽きたリヴィングストンは、支援者を探すために16年ぶりにイギリスへの帰還を果たした。探検家としていくつもの重要な発見を果たした功績からスコットランドの英雄としてもてなされ、1857年、アフリカでの体験を如実に記した『南アフリカにおける宣教師の旅と探検（Missionary Travels and Reserches in South Africa）』を著し、ベストセラーとなる。一方、ロンドン宣教協会からは、一箇所に居住せず方々を探検していたことを理由に除名される。翌1858年には、女王の勅命によるキリマネ駐在大使、ならびにザンベジ探検隊の隊長に任命され、同年3月10日、リヴィングストンは妻と息子を連れ、再びアフリカ大陸へと旅立った。

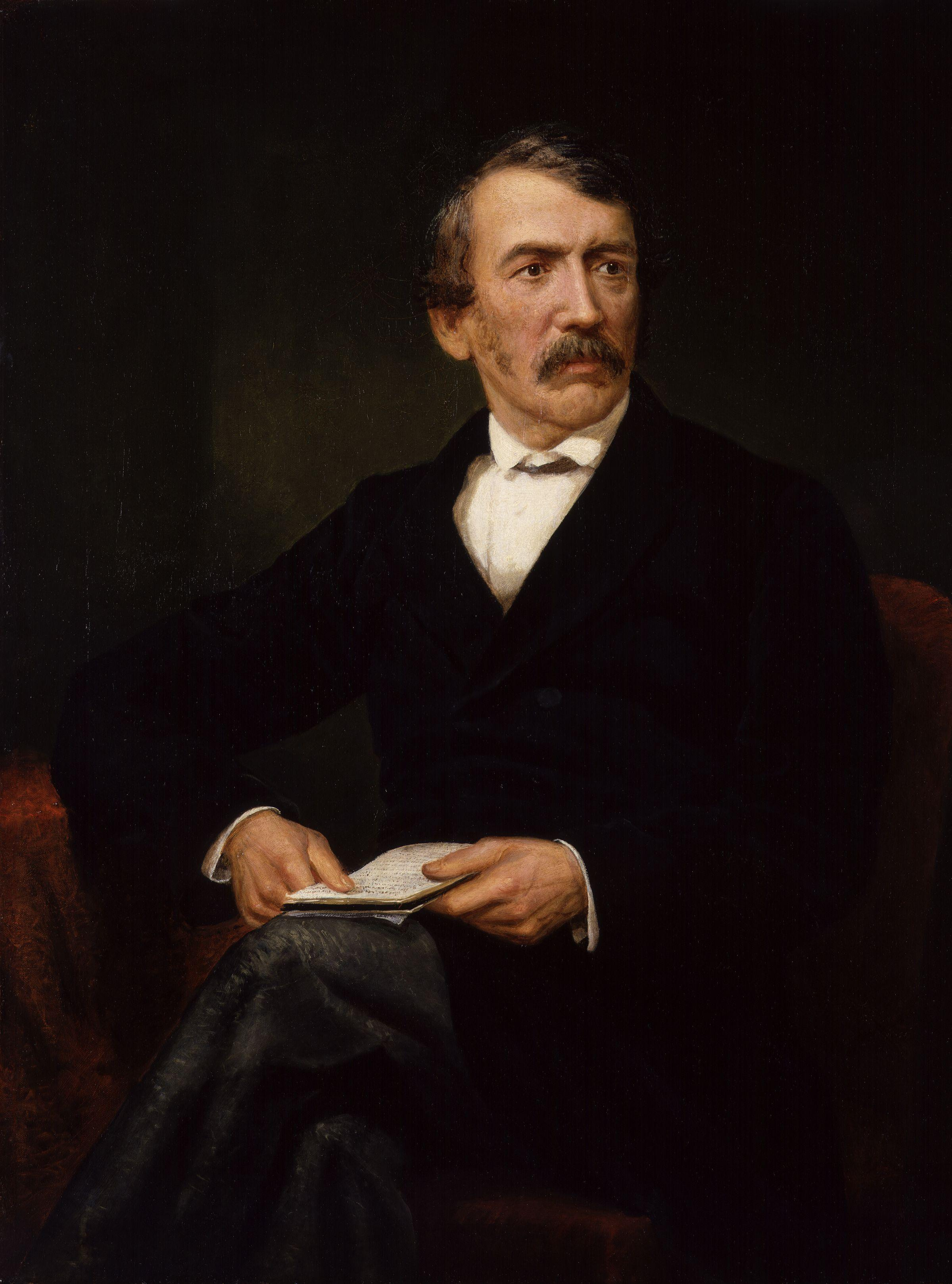
リヴィングストン（フレデリック・ヘイヴィル画）

ケープタウンにて一行は妻の両親と再会するが、妻の体調がすぐれないため、リヴィングストンたちはザンベジ川河口へ向かい、残りのものは静養もかねてクルマンへ向かった。リヴィングストン一行は5月14日に河口へ到達し、蒸気船で川を上り、9月8日にテテに到着、シレ川、マラウィ湖周辺を探検した。1860年にはマコロロ王国を再訪し、翌年にはイングランドより派遣された宣教師の団体である、大学宣教協会 (Universities Mission) の布教のためにルブマ川周辺を探索し、拠点設立に力を貸した。
その間、妻はクルマンでの静養の後に一旦イギリスへ戻り、1862年に夫と合流したが、3ヵ月後の4月27日、シュパンガにてマラリアのために命を落としてしまう。リヴィングストンは悲嘆に暮れながらも、何度もルブマ川上流への探索を試みた。1863年には、政府からの帰還命令を受け、翌7月23日にイギリスへ帰還を果たす。重要な地理上の発見を果たしたにもかかわらず、当時はこの探検は失敗に終わったと考える向きがあり、その後、次の探検の資金調達に苦労することとなった。
1年間の休息の間、探検の報告を各所で行いながら、1865年に、彼は2冊目の著書『ザンベジ川と支流（The Zambesi and Its Tributaries）』を著す。この本は発売当日に、当時としては異例の4,800部が発行されているほど注目度が高かった。描かれたアラブの商人とポルトガルの商人との間で行われている奴隷貿易、および現地人への虐待や虐殺の実態は、当時の知識人たちを驚愕させ、奴隷商人たちへの怒りを再度引き起こすこととなったのである。
リヴィングストンが3回目のアフリカ探検に出るきっかけとなったのは、王立地理協会からのナイル川の水源を探求する依頼だった。ナイル川は白ナイル川と青ナイル川に分かれており、青ナイル川はすでに水源の探求が完了していたが、白ナイル川に関しては1860年代に入ってからも、ジョン・スピークとリチャード・バートンの間で、その水源がヴィクトリア湖か否かの論争が繰り広げられていた（この論争は、1989年のアメリカ映画『愛と野望のナイル』として映画化もされている）。スピークは水源は自身の発見したヴィクトリア湖であると1855年の探検をもとに主張したが、リヴィングストンは、ヴィクトリア湖より少し南方にヴィクトリア湖に流れ込む水源があると推測し、1865年8月14日、再びイギリスを旅立った。

## 第三次アフリカ探検～アフリカでの死

西側を流れる支流が白ナイル

リヴィングストンはボンベイを経由し、1866年1月16日にザンジバル（現タンザニア）へ到着した。3月22日にはルブーマ川の河口に到着、4月4日に内陸部へ入っていった。当初は各地から集められたポーターは36人いたが、脱落者が続出し、最終的には4、5人しか残らないほどの過酷な旅程だった。マラウィ湖を経由し、タンガニーカ湖の南側を目指して北北東へ進み続けたが、行く先々で奴隷商人の妨害に遭う。かれらに買収されたポーターはリヴィングストンは暗殺されたという虚偽の報告を行い、リヴィングストンの医療道具一式が入っている鞄を盗んでしまったと言われている。1867年には苦難の果てにタンガニーカ湖にたどり着き、ムウェル湖を発見し、翌年1月18日にはさらにバングウェル湖を発見したが、飢餓と体調の悪化に苦しみ、一旦タンガニーカ湖畔の村、ウジジへと戻ることとなった。
1869年7月から1871年の10月にかけては、静養を行いながら、ウジジ近辺の探索を行うことに費やされ、宣教や説教を頻繁に行った。1871年3月29日には、ルアラバ川（en:Lualaba）の岸辺で、1,500人もの奴隷が虐殺される場に偶然立ち会った。これはリヴィングストンが実際に目撃した中では最悪の事態であり、奴隷解放のために立ち上がろうとしたものの、その力は残っておらず、ウジジで静養を余儀なくされていた。
この間、イギリス国内では消息を絶ち、死亡説まで流れているリヴィングストンを探索する動きも出ていたが、過酷な旅に加えて現地での妨害もあり、失敗続きであった。1869年10月、『ニューヨーク・ヘラルド』の経営者であるジェームズ・ゴードン・ベネット・ジュニアは、ヨーロッパ滞在中に、特派員の1人であるヘンリー・スタンリーに電報を送り呼び寄せた。スタンリーはリヴィングストン捜索の依頼に承諾し、莫大な資金提供と、発見が成功した際の報奨金を約束された。スタンリーはただちに出発したが、他の取材のためパレスチナ、エジプト、インドなどを訪れていたため、ウジジにたどり着いたのは1871年11月10日であった。
スタンリーはウジジ近辺でリヴィングストンの従者と遭遇し、従者に導かれて本人と対面した。骸骨のようにやせ衰えた姿を見てスタンリーが発した「リヴィングストン博士でいらっしゃいますか？（Dr. Livingstone, I presume?）」は、のちにイギリスで思いがけず人と対面した時の慣用句として使われるようになるほど、劇的なエピソードとして伝えられた。2人はタンガニーカの北端までの探検を行うなど、4ヶ月をともに過ごした。スタンリーはリヴィングストンに帰国を強く勧めたが、リヴィングストンはナイルの水源を突き止めるため、さらに探検を続けることを望んだ。
スタンリーは1872年3月15日、イギリスへ向けて旅立ち、5ヵ月後にリヴィングストンの許に57人の従者と十分な物資を送った。8月15日にリヴィングストン一行はバングウェル湖へ向け出発し、翌年4月29日にはバングウェル湖南側の村、チタンボへたどり着いた。しかし、日記に探検の記録を書き付ける余力もないまま、5月1日、マラリアの複合症により息を引き取った。

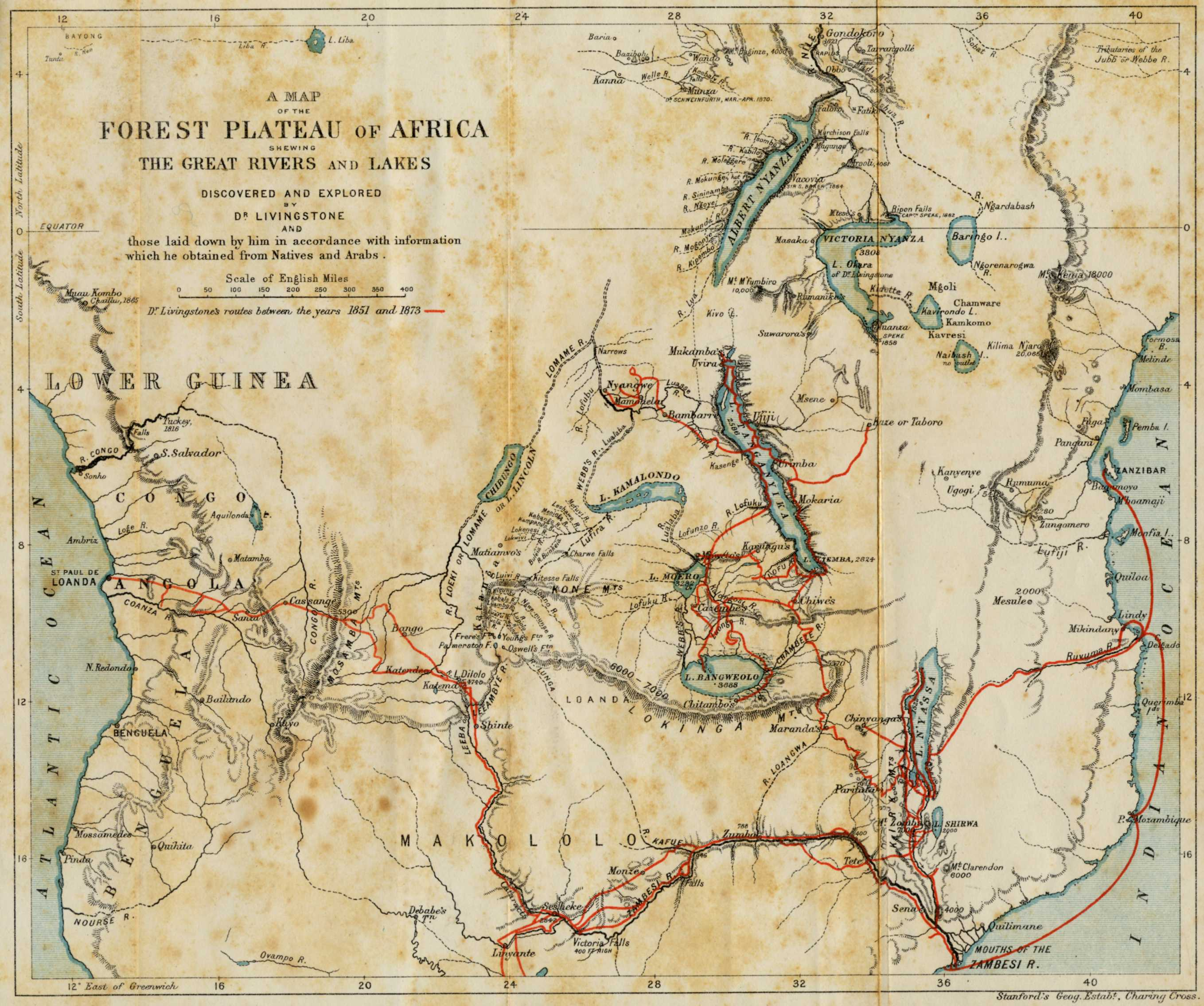
1851年～1873年の探検ルート (赤線)

彼の従者たちは深く悲しみにくれながらも、彼の残した日記、資料、携行品などを防水の箱に入れ、彼の亡骸に簡単な防腐処理を施してザンジバルへと運んだ。亡骸はザンジバルで埋葬されそうになるが、故郷のあるイギリスへ返すべきだと従者が主張したため、海を越えてイギリスへと運ばれた。1874年4月18日、無事イギリスへ到着した亡骸は左腕の傷跡により確認されたのち、ウエストミンスター寺院へ葬られる。リヴィングストンの残した資料と日記は、彼の友人により『デイヴィッド・リヴィングストンの中央アフリカでの最後の日記（Last Journals of David Livingstone in Central Africa）』として編纂され出版された。
なお、本書は、外交官としてニューヨークなどに滞在しインドネシア総領事をつとめた姉歯準平によって、明治41年、内外出版協会より『リヴィングストン言行録』として翻訳、出版されている。
リヴィングストンのアフリカ大陸での移動は数万マイルに及ぶと推測されており、その生涯で南北では赤道近辺からケープタウンまで、東西ではインド洋から南大西洋までを旅したことになる。彼が果たせなかったナイルの水源の探求は、意思を継いだスタンリーによって、ルウェンゾリ山地にある水源が発見されたことにより、19世紀の論争にはほぼ決着が付いた。

## アフリカ史における功績

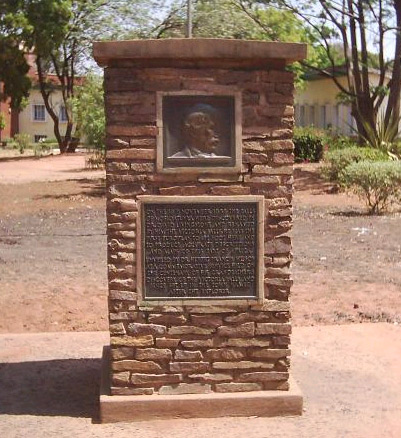
ザンビアのリヴィングストンにある記念碑

リヴィングストンのアフリカ史、およびヨーロッパ列強のアフリカ観における影響は甚大である。第一に挙げられるのが、リヴィングストンの第一次アフリカ探検以前は、アフリカは「暗黒大陸」という名が示すとおり、一部を除きヨーロッパにはほとんど知られておらず、古代ローマ期にアレクサンドリアの地理学者プトレマイオスから得た知識からほとんど進展がなかった。しかし、リヴィングストンは探検中に天体観測による測量術を身に付け、ほぼ正確に地図を作ることができた。その地理上の発見はイギリスに手紙で伝えられることにより、ヨーロッパ各地でアフリカの地図が作成されることとなり、交易のルートがそこから生まれた。
リヴィングストンの「開拓した」交易ルートを最も利用したのは、象牙商人などではなく、奴隷商人たちであった。中央アフリカへのルートが開拓されたことで、その地域の奴隷狩りが頻繁に行われるようになった。そのため、インド洋を中心とした奴隷貿易はむしろ活発化してしまい、ザンジバルの奴隷市場は中央アフリカ最大と呼ばれるまで成長した。著書や手紙で再三ポルトガル領やスルタンによって行われている奴隷市場の廃絶を繰り返し訴えていたため、危機感を抱いた奴隷商人に探検中に何度も妨害され、時には暗殺されかかった。彼の運動は1871年、国民からの庶民院への要望提出により実を結び、数ヵ月後、ザンジバルの奴隷市場は閉鎖された。
アフリカ大陸での奴隷貿易はそれからも各地で細々と続けられ、のちにヨーロッパ列強がアフリカ政治へ介入する口実となり、列強はアフリカ分割へと突き進むこととなる（en:African slave trade参照）。列強のアフリカ進出においてリヴィングストンよりも直接的な影響を与えたのがスタンリーである。彼は優秀な探検家である一方、ベルギー国王レオポルド2世の委託を受け、アフリカ各地の集落の族長などに貢ぎ物を与え、コンゴ自由国の建国などで多大な役割を果たした。
探検家でありながら結果的にヨーロッパの植民地支配のために尽力することとなったスタンリーに対し、リヴィングストンは、自身ではあくまでも自分の第1の目的は宣教であり、探検はその拠点を探索するための手段であると著書の中で述べている。彼の功績により、ヨーロッパからの宣教師の流入は格段に増え、彼の著書に触発され、宣教師を志す若者も増えたと言われている。
ザンビアには彼の名にちなんだ都市リヴィングストンがあり、今も彼の記念碑と彼の資料を集めた博物館が建っている。また、マラウイのカロンガ県の都市、リビングストニアもこの名に由来する。

## 著書邦訳
- 『リヴィングストン言行録』姉歯準平編 内外出版協会 1908
- 『リヴィングストンの心臓 彼の書簡集』黒田四郎訳 一粒社 1934
- 『アフリカ探検記』菅原清治訳 河出書房 世界探検紀行全集 1954
  - 『世界探検全集8　アフリカ探検記』河出書房新社 1977、新版（山極寿一解説）2023
- 『アフリカ探検記』斎藤正行訳 斎田武夫絵 実業之日本社 少年少女世界の本 1958
- 『アフリカ探検記』塩谷太郎訳 あかね書房 少年少女世界ノンフィクション全集 1961

## 日本での伝記
- H.M.スタンレー『リヴィングストン発見記』村上光彦・三輪秀彦訳『世界ノンフィクション全集 第6 筑摩書房 1960
- 有島武郎・森本厚吉『リビングストン伝』警醒社書店 1919
- 黒田四郎『暗黒アフリカの聖者リビングストン』 教文館 1930
- 政池仁『リヴィングストン伝』基督教出版社 1934
- W.G.ブレーキ『リビングストンの生涯』畔上賢造・藤本正高訳 向山堂書房 1934
- 中川重『リビングストン』日本社 百偉人伝  1935
- 永井明『リヴィングストン』創元社 信仰偉人伝双書 1953
- 中野好夫解説『リヴィングストン 少年少女世界伝記全集 4 イギリス編』講談社 1961
- ジャネット・イートン『暗黒とのたたかい リビングストン』河田智雄訳 高田勲画 学習研究社 世界の伝記 1972
- エルスペス・ハクスレー『リヴィングストン アフリカの旅』中村能三訳 草思社 大探検家シリーズ 1979
- 野火晃『リビングストン』世界の伝記 ぎょうせい 1980
- 神戸淳吉『リビングストン』アルド・リパモンティ絵 世界の伝記 国際カラー版 小学館 1983
- J.H.ウースター夫人『デービッド・リビングストン』山口昇訳 いのちのことば社 信仰に生きた人々シリーズ 1983